# Уельвська діоцезія
Уе́львська діоце́зія (лат. Dioecesis Onubensis; ісп. Diócesis de Huelva) — діоцезія римського обряду Католицької церкви в Іспанії, з центром у місті Уельва.  Входить до складу Севільської церковної провінції. Суфраганна діоцезія Севільської архідіоцезії. Заснована 22 жовтня 1953 року. Голова — єпископ Уельвський. Центральний храм — Уельвський собор.  Площа — 10,085 км². Населення — 483,792 ос.; з них католики — 464,440 ос. (96%). Чинний голова — Хосе Вілаплана Бласко, єпископ Уельвський.

## Єпископи
- Хосе Вілаплана Бласко

## Статистика
Згідно з «Annuario Pontificio» і Catholic-Hierarchy.org:
| Рік  | Населення | Населення | Населення | Священики | Священики | Священики | Священики           | Диякони | Ченці    | Ченці | Парафії |
| Рік  | католики  | загалом   | %         | загалом   | секулярні | ченці     | вірних на священика | Диякони | чоловіки | жінки | Парафії |
| ---- | --------- | --------- | --------- | --------- | --------- | --------- | ------------------- | ------- | -------- | ----- | ------- |
| 1970 | 405.660   | 405.680   | 100,0     | 200       | 158       | 42        | 2.028               | 1       | 62       | 515   | 152     |
| 1980 | 423.711   | 427.991   | 99,0      | 180       | 138       | 42        | 2.353               |         | 71       | 429   | 169     |
| 1990 | 424.644   | 446.994   | 95,0      | 158       | 119       | 39        | 2.687               | 1       | 65       | 504   | 169     |
| 1999 | 447.459   | 454.735   | 98,4      | 154       | 123       | 31        | 2.905               | 6       | 63       | 436   | 170     |
| 2000 | 445.818   | 453.958   | 98,2      | 152       | 123       | 29        | 2.933               | 7       | 59       | 427   | 170     |
| 2001 | 443.782   | 457.507   | 97,0      | 152       | 121       | 31        | 2.919               | 7       | 60       | 427   | 170     |
| 2002 | 447.878   | 461.730   | 97,0      | 151       | 121       | 30        | 2.966               | 7       | 54       | 422   | 170     |
| 2003 | 450.792   | 464.734   | 97,0      | 148       | 116       | 32        | 3.045               | 8       | 56       | 398   | 170     |
| 2004 | 446.337   | 464.934   | 96,0      | 150       | 116       | 34        | 2.975               | 8       | 61       | 380   | 170     |
| 2006 | 464.440   | 483.792   | 96,0      | 153       | 117       | 36        | 3.035               | 15      | 58       | 369   | 170     |